# Jacobus Albertus Bruwer
| 1658 Innes   | 13 luglio 1953 |
| 1660 Wood    | 7 aprile 1953  |
| 1794 Finsen  | 7 aprile 1970  |
| 3284 Niebuhr | 13 luglio 1953 |

Jacobus Albertus Bruwer (1915 – 1971) è stato un astronomo sudafricano.
Lavorò presso l'Osservatorio dell'Unione a Johannesburg, Sudafrica.
Il Minor Planet Center gli ha accreditato la scoperta di 4 asteroidi, effettuate tra il 1953 e il 1970.
Gli è stato dedicato l'asteroide 1811 Bruwer.